# Алгабас (Сариагаський район)
Алгаба́с (каз. Алғабас) — село у складі Сариагаського району Туркестанської області Казахстану. Входить до складу Куркелеського сільського округу.
Населення — 1419 осіб (2021; 816 у 2009, 653 у 1999, 507 у 1989).